# Adam Jäger
Adam Jäger war ein Bergvogt im Fürstentum Pfalz-Zweibrücken unter Johann I. (Pfalz-Zweibrücken). Der Ort Jaegerthal im Gebiet der in Frankreich so genannten Nordvogesen ist nach ihm benannt.

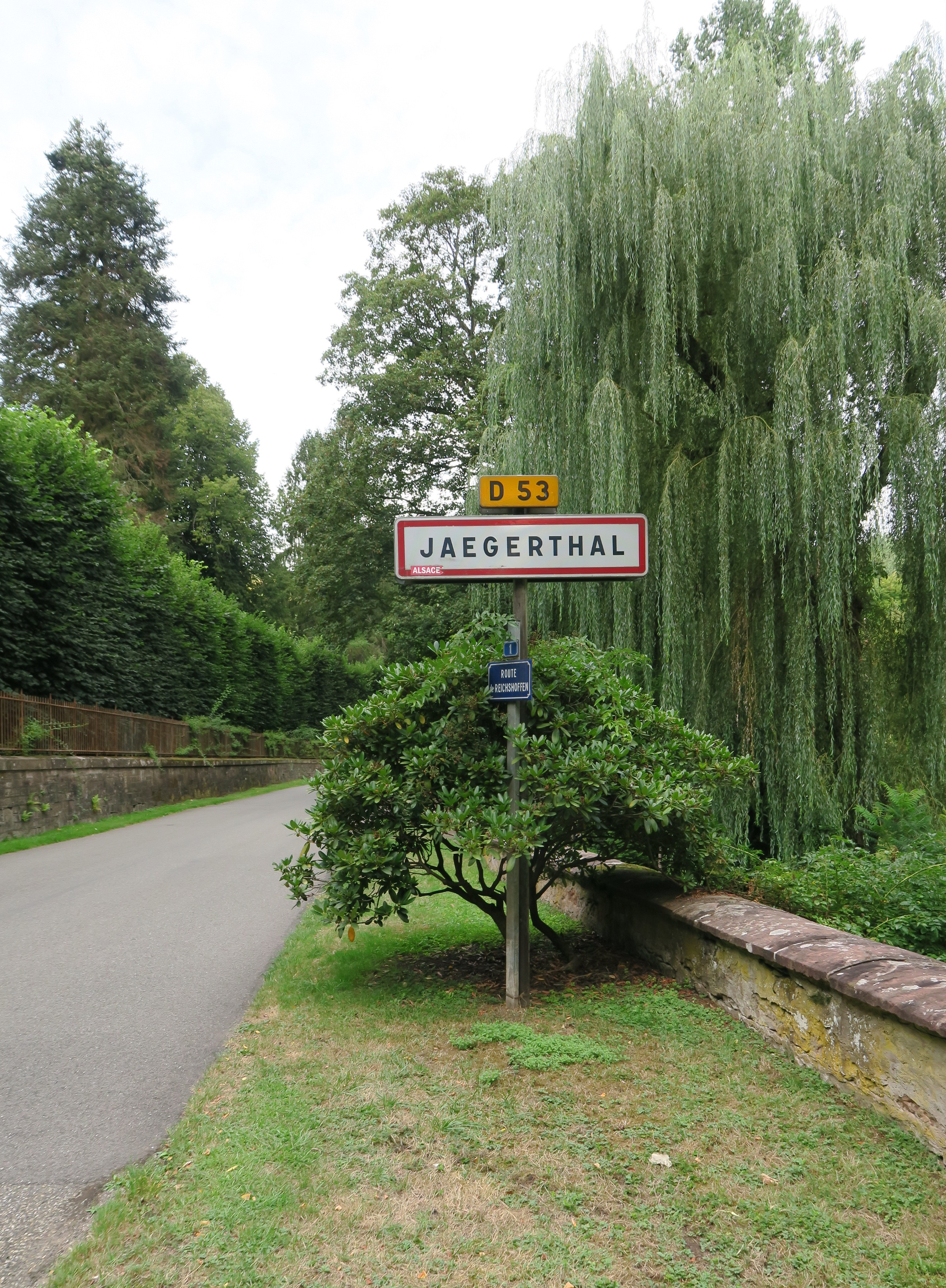
Jaegerthal im Elsass

## Geschichte
Herzog Johann I. beauftragte Adam Jäger, Bergvogt aus Innsbruck, nach Eisenerz zu suchen. Tirol war zu dieser Zeit ein Zentrum des Bergbaus in Europa. Jäger wurde 1579 bei Nothweiler fündig. Auch Herzog Friedrich I von Württemberg beauftragte Jäger Ende des 16. Jahrhunderts, alte Bergwerke im Schwarzwald bei Bulach in der Nähe von Calw, zu untersuchen, ob sich der weitere Abbau lohnte. Um 1595  kaufte Adam Jäger die Mühle Wegelnburg. 1600 verkaufte er die Mühle als Erblehen an Bernhard Falk von Falkenstein, aus einem Wasgauer Adelsgeschlecht.  Im Jahr 1602 gründete er die Eisenschmelze im Schwarzbachtal bei Windstein. 1612 ging Jaegerthal an die Herren von Schwarzerden in Weißenburg über. Um diese Zeit ist ein Schwarzerden oder Melanchthoronum in Weißenburg nachweisbar, der aus Bretten eingewandert war und offensichtlich zur Familie des Reformator Philipp Melanchthon gehörte. Im Dreißigjährigen Krieg 1631, wurde Jaegerthal von schwedischen Truppen größtenteils zerstört. 1672 gab der Graf von Hanau Jaegerthal an einen gewissen Ensinger, von dem es Johann Dietrich 1684 kaufte. 1690 erhielt Johann Dietrich das Land als ewiges Lehen vom Graf von Hanau. Der Ort wurde in der Zwischenzeit nach Adam Jäger Jaegerthal benannt. Dieses Eisenwerk ist die Wiege der De Dietrich Firmengruppe. Der Ort war gut gewählt: in der Nähe gab es Eisenerzvorkommen, die Wälder lieferten die Holzkohle zum Verhütten, der Schwarzbach die Wasserkraft für Gesteinsmühlen, Gebläse der Hochöfen und für die Hammerwerke zum Bearbeiten des Eisens.

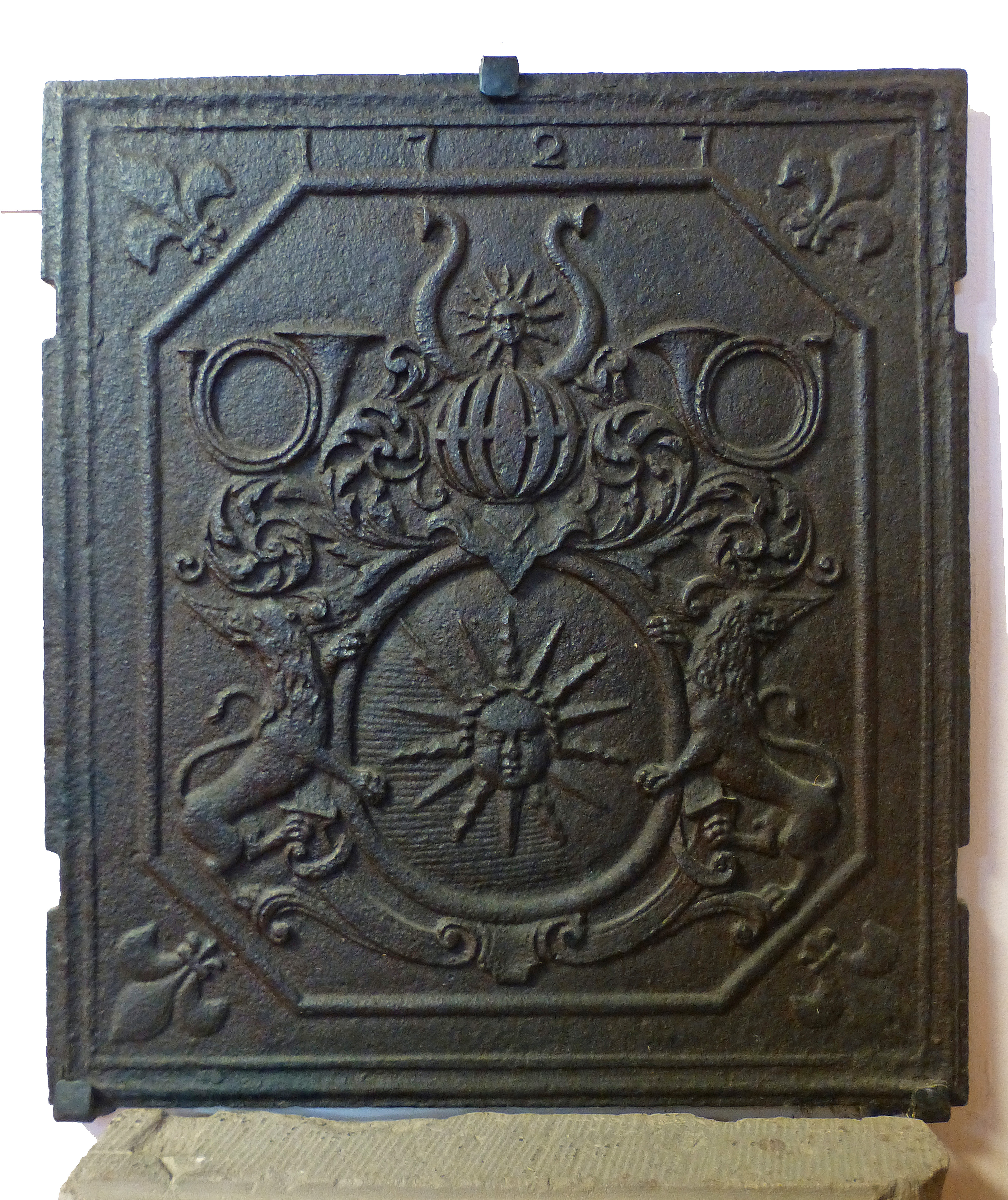
Wappen der Familie De Dietrich, die beiden Jagdhörner stehen für den Namen Jäger